# 英緬戰爭
英緬戰爭（Anglo-Burmese Wars）指的是英國與緬甸兩國於19世紀發生的三次戰爭，分別於1823年—1826年、1852年及1885年，皆以缅甸战败而告终。其中，第一次英緬戰爭持續了三年，第三次戰爭則讓緬甸亡國。
- 第一次英緬戰爭（1824年至1826年）[1]
- 第二次英緬戰爭（1852年至1853年）
- 第三次英緬戰爭（1885年）

## 簡介
1852年，控制印度全境的英軍揮軍意取得緬甸南部柚木森林，緬甸抵抗戰敗，該戰爭是謂第二次英緬戰爭。該戰爭讓英國獲得緬甸南部。1885年，英軍以緬甸向英国公司罚款為由，發動第三次英緬戰爭。英軍進攻曼德勒，俘虏了缅甸貢榜王朝国王。

## 善後
1886年1月1日，英国照会中国清朝政府，宣布缅甸并入英属印度，成為英國殖民地。缅甸貢榜王朝終結。6月，中英两国在北京召开会议，總理各國事務大臣奕劻與英國公使歐格納簽訂《中英會議緬甸條款》，清朝承認英國取得緬甸主權，英國允許緬甸仍向清朝進貢。